# De fyra stora (första världskriget)

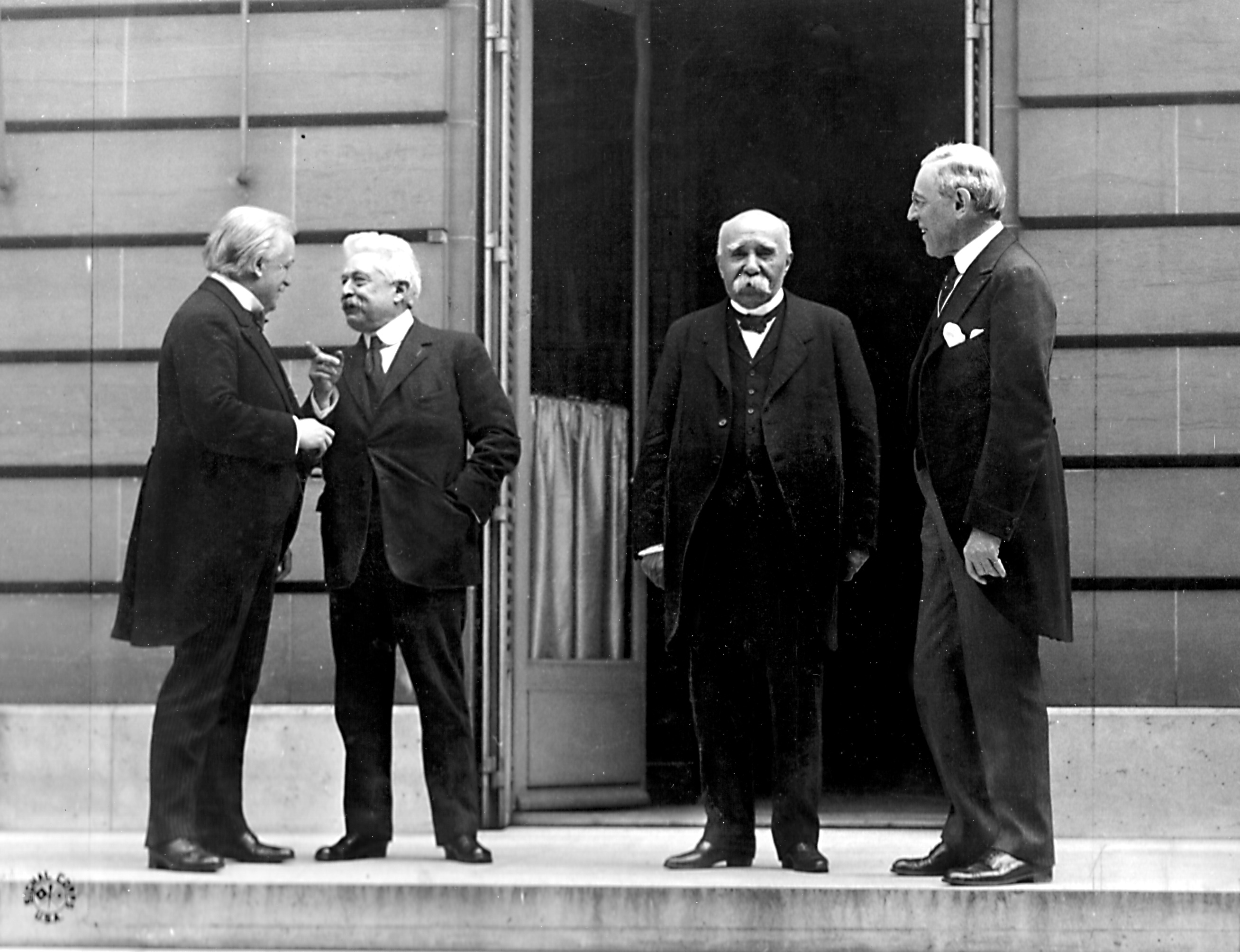
De fyra stora, vänster till höger: Storbritanniens premiärminister David Lloyd George, Italiens konseljpresident Vittorio Emanuele Orlando, Frankrikes konseljpresident Georges Clemenceau och USA:s president Woodrow Wilson.

De fyra stora brukar man med en gemensam term kalla ledarna för de fyra mest betydelsefulla segermakterna i första världskriget, Storbritanniens premiärminister David Lloyd George, Frankrikes konseljpresident Georges Clemenceau, Italiens konseljpresident Vittorio Emanuele Orlando och USA:s president Woodrow Wilson. Dessa hade tillsammans ett avgörande inflytande på hur fredsvillkoren skulle utformas.
Representanter för de fyra stora samlades i Frankrike under januari–juni 1919, varpå fredsförhandlingarna kom igång och så småningom ledde till Versaillesfreden och övriga fredsfördrag.

## Motsvarighet under andra världskriget
Beteckningen De fyra stora har även använts om andra världskrigets ledare Winston Churchill, Franklin D. Roosevelt, Josef Stalin samt Chiang Kai-shek alternativt Charles de Gaulle. Vanligare har dock varit att Churchill, Roosevelt och Stalin kallades "de tre stora".